# Портрет Александра Фёдоровича Щербатова
«Портрет Александра Фёдоровича Щербатова» — картина Джорджа Доу и его мастерской из Военной галереи Зимнего дворца.
Картина представляет собой погрудный портрет генерал-майора князя Александра Фёдоровича Щербатова из состава Военной галереи Зимнего дворца.
К началу Отечественной войны 1812 года генерал-майор Щербатов находился в отставке, занимался формированием конных полков ополчения Тульской губернии, во главе которых осенью 1812 года прибыл в Действующую армию, был в сражениях при Красном и на Березине. Во время Заграничного похода 1813 года отличился в сражениях при Бауцене и под Теплице, далее командовал авангардом корпуса М. И. Платова.
Изображён на фоне древесной листвы в генеральском мундире конных полков Тульского ополчения, на плечо наброшена казачья бурка, из-под которой видна лядуночная перевязь. Слева на груди звезда ордена Св. Анны 1-й степени; на шее крест Св. Георгия 3-го класса; по борту мундира кресты ордена Св. Иоанна Иерусалимского и сардинского ордена Св. Маврикия и Лазаря; справа на груди серебряная медаль «В память Отечественной войны 1812 года» на Андреевской ленте и бронзовая дворянская медаль «В память Отечественной войны 1812 года» на Владимирской ленте. Справа на фоне возле плеча подпись художника и дата: paintd fr. a portrait by Geo Dawe R. A. 1826. Подпись на раме: Князь А. Ѳ. Щербатовъ, Генералъ Маiоръ.

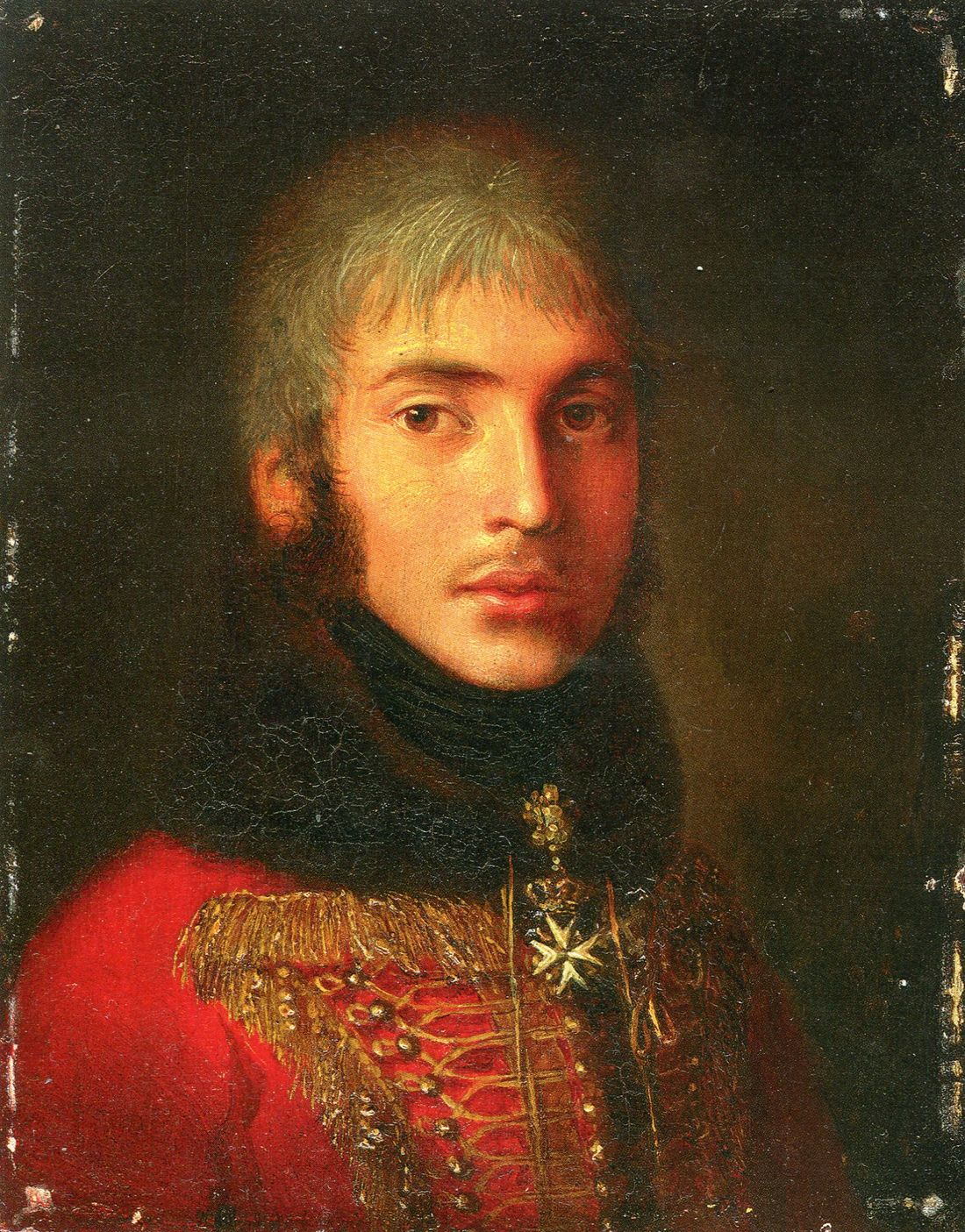
Предполагаемый портрет-прототип работы С. Тончи. Около 1801—1802 года.

7 августа 1820 года Комитетом Главного штаба по аттестации князь Щербатов был включён в список «генералов, находившихся в сражениях, не внесенных в списки для галереи, потому что в препровождениях к рассмотрению Комитета не находятся» и 22 июля 1822 года император Александр I приказал написать его портрет. Поскольку Щербатов скончался в 1817 году, то были предприняты розыски его портрета для копирования, который был найден. Современные исследователи предполагают что это был небольшой портрет работы С. Тончи, в настоящее время находящийся в собрании С. и Т. Подстаницких (дерево, масло; 15 × 12 см; около 1801—1802 года). Этот портрет долгое время был неатрибутирован, но в 2014 году А. В. Кибовский и М. Б. Асварищ установили имя изображённого.
Гонорар Доу был выплачен 13 марта 1823 года. Готовый портрет был принят в Эрмитаж 7 сентября 1825 года. Эти даты не согласуются с авторской подписью, в которой портрет датирован 1826 годом. Хранитель британской живописи в Эрмитаже Е. П. Ренне предполагает, что Доу исправлял или дописывал портрет уже после передачи в Эрмитаж. А. А. Подмазо объясняет это несоответствие следующим образом: из-за того, что Доу в части своих работ использовал нестойкие асфальтовые краски, склонные к быстрому потемнению, то часть портретов его работы очень быстро потемнели и уже к открытию Военной галереи ему пришлось их срочно исправлять, в том числе и портрет Щербатова. Поскольку исправлением портретов в основном занимался не столько сам Доу, сколько его подмастерья В. А. Голике и А. В. Поляков, то, вероятно, они ошиблись при прорисовке подписи. 
При публикации в книге А. А. Подмазо о Военной галерее портреты А. Ф. Щербатова и А. Г. Щербатова оказались перепутаны местами. Во всех предыдущих публикациях они были расположены правильно.